# Sibylle Lewitscharoff
Sibylle Lewitscharoff, née le 16 avril 1954 à Stuttgart et morte le 13 mai 2023 à Berlin, est une romancière allemande. Elle a reçu le Georg-Büchner-Preis en 2013.

## Biographie
Fille d'un médecin bulgare émigré en Allemagne à la fin des années 1940 et d'une mère allemande, Sibylle Lewitscharoff passe son enfance et sa jeunesse à Stuttgart où elle passe son baccalauréat et s'intéresse aux idées trotskystes. Elle poursuit ensuite des études d'Histoire religieuse à l'université libre de Berlin et passe aussi du temps à Buenos-Aires et à Paris avant de travailler comme comptable dans une agence de publicité de Berlin.
Elle écrit ses premiers textes pour la radio et pour le théâtre au début des années 2000 ainsi que ses premiers romans. Elle participe par ailleurs à l'animation du Musée de la littérature moderne de Marbach am Neckar en 2009-2010, et, en 2013 elle collabore avec l'université de Cassel pour l'année Grimm consacrée aux célèbres conteurs. 
2013 est l'année de la consécration. Pensionnaire à la Villa Massimo, à Rome, Sibylle Lewitscharoff se voit décerner en juin 2013 le prix Georg-Büchner qui lui a été remis le 26 octobre.

## Œuvres
- En 1998, Sibylle Lewitscharoff publie Pong, l'histoire d'un fou qui veut changer le monde : ce roman reçoit plusieurs prix littéraires.
- En 2003, paraît Montgomery roman qui raconte l'histoire de la vie d'un producteur de film souabe - italien du nom de Montgomery Cassini-Sthal qui produit un film sur le Juif Süss. Le roman entremêle la vie du juif de cour du XVIIIe siècle Joseph Süss Oppenheimer et celle du producteur qui vient de mourir.
- En 2006 son roman Consummatus se présente comme le long monologue du professeur Ralph Zimmermann assis dans un café et qui se remémore sa vie entière.
- En 2009, c'est la sortie d'Apostoloff, roman autobiographique et satirique centré sur la mort du père que l'on va inhumer dans sa Bulgarie natale.
- En 2011 Sibylle Lewitscharoff publie Blumenberg, roman autour de la figure du philosophe Hans Blumenberg dans sa vie quotidienne à l'Université de Münster, troublée par la présence d'un lion et la mort violente de quatre de ses jeunes étudiants.

## Œuvres publiées en français
- Pong, Paris, Stock, 2000  (ISBN 2-234-05199-1)
- Harald le courtois, Paris, Seuil, 2002  (ISBN 2-02-047869-2)
- Blumenberg, Paris, Les Belles Lettres, 2014 (traduction Gérard Marino)
- Apostoloff, Paris, Piranha, 2015  (ISBN 978-2-37119-006-1) (traduction François et Régine Mathieu)
- Killmousky, Paris, Piranha 2017  (ISBN 978-2-37119-058-0) (traduction François et Régine Mathieu)